# Дієго Буонанотте
Дієго Буонанотте (ісп. Diego Buonanotte, нар. 19 квітня 1988, Теоделіна, Аргентина) — аргентинський футболіст, півзахисник клубу АЕК.
Чемпіон Аргентини. У складі збірної — олімпійський чемпіон.

## Клубна кар'єра
У дорослому футболі дебютував 2006 року виступами за команду клубу «Рівер Плейт», в якій провів п'ять сезонів, взявши участь у 104 матчах чемпіонату. Більшість часу, проведеного у складі «Рівер Плейта», був основним гравцем команди.
Згодом з 2011 по 2015 рік грав у складі команд клубів «Малага», «Гранада», «Пачука» та «Кільмес».
До складу клубу АЕК приєднався 2015 року. Відтоді встиг відіграти за афінський клуб 3 матчі в національному чемпіонаті.

## Виступи за збірні
2004 року дебютував у складі юнацької збірної Аргентини, взяв участь у 8 іграх на юнацькому рівні.
2007 року залучався до складу молодіжної збірної Аргентини. На молодіжному рівні зіграв у 5 офіційних матчах.
2008 року захищав кольори олімпійської збірної Аргентини. У складі цієї команди провів 6 матчів, забив 3 голи. У складі збірної — переможець футбольного турніру на Олімпійських іграх 2008 року у Пекіні.

## Статистика виступів

### Статистика клубних виступів
| Сезон                   | Команда                 | Чемпіонат               | Чемпіонат | Чемпіонат | Національний кубок | Національний кубок | Національний кубок | Континентальні кубки | Континентальні кубки | Континентальні кубки | Інші змагання | Інші змагання | Інші змагання | Усього | Усього |
| Сезон                   | Команда                 | Ліга                    | Ігор      | Голів     | Ліга               | Ігор               | Голів              | Ліга                 | Ігор                 | Голів                | Ліга          | Ігор          | Голів         | Ігор   | Голів  |
| ----------------------- | ----------------------- | ----------------------- | --------- | --------- | ------------------ | ------------------ | ------------------ | -------------------- | -------------------- | -------------------- | ------------- | ------------- | ------------- | ------ | ------ |
| 2006-07                 | «Рівер Плейт»           | ПД                      | 1         | 0         | —                  | —                  | —                  | —                    | —                    | —                    | —             | —             | —             | 1      | 0      |
| 2007-08                 | «Рівер Плейт»           | ПД                      | 25        | 11        | —                  | —                  | —                  | КС+КЛ                | 2+6                  | 0                    | —             | —             | —             | 33     | 11     |
| 2008-09                 | «Рівер Плейт»           | ПД                      | 30        | 3         | —                  | —                  | —                  | КС+КЛ                | 4+3                  | 0+1                  | —             | —             | —             | 37     | 4      |
| 2009-10                 | «Рівер Плейт»           | ПД                      | 23        | 9         | —                  | —                  | —                  | КС                   | 2                    | 0                    | —             | —             | —             | 25     | 9      |
| 2010-11                 | «Рівер Плейт»           | ПД                      | 26        | 2         | —                  | —                  | —                  | —                    | —                    | —                    | —             | —             | —             | 26     | 2      |
| Усього за «Рівер Плейт» | Усього за «Рівер Плейт» | Усього за «Рівер Плейт» | 105       | 25        |                    | —                  | —                  |                      | 17                   | 1                    |               | —             | —             | 122    | 26     |
| 2011-12                 | «Малага»                | ПД                      | 10        | 0         | КІ                 | 4                  | 1                  | —                    | —                    | —                    | —             | —             | —             | 14     | 1      |
| 2012-січ. 2013          | «Малага»                | ПД                      | 9         | 1         | КІ                 | 5                  | 2                  | ЛЧ                   | 3                    | 1                    | —             | —             | —             | 17     | 4      |
| Усього за «Малагу»      | Усього за «Малагу»      | Усього за «Малагу»      | 19        | 1         |                    | 9                  | 3                  |                      | 3                    | 1                    | —             | —             | —             | 31     | 5      |
| січ.-лип. 2013]]        | «Гранада»               | ПД                      | 15        | 1         | КІ                 | —                  | —                  | —                    | —                    | —                    | -             | —             | —             | 15     | 1      |
| 2014-14                 | «Гранада»               | ПД                      | 14        | 0         | КІ                 | 1                  | 0                  | —                    | —                    | —                    | —             | —             | —             | 15     | 0      |
| Усього за «Гранаду»     | Усього за «Гранаду»     | Усього за «Гранаду»     | 29        | 1         |                    | 1                  | 0                  |                      | —                    | —                    | —             | —             | —             | 30     | 1      |
| Усього за кар'єру       | Усього за кар'єру       | Усього за кар'єру       | 153       | 27        |                    | 10                 | 3                  |                      | 20                   | 2                    | —             | —             | —             | 183    | 32     |

## Титули і досягнення
- Чемпіон Аргентини: Клаусура 2008
- Володар Кубка Греції: 2015-16
- Чемпіон Чилі: 2016–A, 2018, 2019, 2020, 2021
- Володар Суперкубка Чилі: 2016, 2019, 2020, 2021

Збірні
- Олімпійський чемпіон: 2008